# Gros-Câlin
Gros-Câlin est un roman de Romain Gary, publié sous le pseudonyme d'Émile Ajar en 1974.
Ce livre retrace l'histoire de M. Cousin, un statisticien troublé, qui cherche désespérément à combler le vide de son existence auquel fait écho la vacuité des relations. À défaut de trouver l’amour chez ses contemporains, il s'éprend d'un python adulte capable de l’enlacer dans une puissante étreinte. Mais la vie parisienne avec Gros-Câlin, le reptile chéri, ne va pas sans tracas. Objet de curiosité pour certains et repoussoir pour d’autres, Gros-câlin représente un obstacle supplémentaire dans la quête affective du héros. De fait, il matérialise l’inadéquation du personnage. Progressivement, le lecteur comprend que l’étrangeté du reptile, sa présence incongrue dans Paris, l’improbable potentiel de communication que la bête manifeste sont aussi des caractéristiques de Cousin. Déçu par des amitiés chimériques et un projet de mariage qui n’existait que dans sa tête, le personnage se referme sur lui-même, confiant au hasard et à la contingence le soin de lui rappeler sa propre existence.
Romain Gary, avec ce premier titre publié sous le pseudonyme d’Émile Ajar en 1974, présente une fable humoristique étrangement annonciatrice de la société individualiste et technocrate qui va grandissant depuis les années 1980.

## Étude du roman
(septembre 2020).
- Si vous ne connaissez pas le sujet, laissez ce bandeau (vous pouvez alors contacter les auteurs).
- Si vous supprimez le contenu mis en cause (vous pouvez préalablement contacter les auteurs),

argumentez précisément cette suppression dans la page de discussion
(un manque de référence n'est pas un argument ; une recherche réelle de référence doit avoir été effectuée, être formellement documentée).

### Composantes romanesques

#### Les lieux visités par Cousin
Les lieux décrits dans le roman de Romain Gary sont en lien direct avec l’état affectif de M. Cousin. Ce sont pour la plupart des endroits fermés, mis à part le centre-ville où il est accompagné par Gros-Câlin et se sent totalement libre de s’exposer et d’attirer les regards. Prenons par exemple, l’ascenseur qui est l'un des lieux principaux du roman. L’ascenseur est un lieu propice où il devient fébrile face à son imaginaire. Étant donné qu’il se trouve face à des gens, son insécurité émotive prend le dessus sur sa raison. C’est alors qu’il se met à fabuler en donnant des noms de pays à chaque étage de l’édifice où il travaille (p. 77). De plus, il imagine une panoplie de fantasmes amoureux entre lui et Mlle Dreyfus. Il croit avec certitude qu’elle est trop timide pour répondre à ses avances et qu’elle est follement amoureuse de lui. Mais au fond, elle n’est qu’une simple collègue de travail.
Il y a également la maison des bonnes putes qui est un endroit très significatif. Il va les visiter afin de combler un vide affectif et pour avoir de la compagnie féminine. Il adore se faire serrer dans leurs bras, car cela lui donne un sentiment de sécurité. (p. 29)
Il y a aussi le restaurant chinois qui lui procure un sentiment de bien-être, car il se sent entouré, accompagné. La proximité entre les tables, le fait d’entendre les conversations des autres, lui donnent l’impression qu’on lui porte attention et qu’on s’adresse à lui.(p. 173)
Son milieu de travail est l’endroit où il se sent le moins à l’aise, car il se sent jugé par ses collègues. Il est conscient de son côté marginal, et ses pairs ne font qu’alimenter en lui ce sentiment de différence et de rejet.
Sa demeure est l’endroit où il se sent le plus à l’aise et en sécurité. La présence de Gros-Câlin lui apporte la chaleur humaine et l’affection dont il a tant besoin. Même s'il vit des états d’anxiété, il réussit tout de même à se ressaisir grâce à la sécurité et la stabilité des objets qui l’entourent, par exemple ses meubles.

#### Le rapport au temps
Dans un autre ordre d’idée, dans le roman de Romain Gary, nous pouvons observer que par rapport au temps M. Cousin décrit beaucoup plus ses soirées et ses temps libres que ses journées de travail. Lors de ses temps libres, il passe une bonne partie de ses journées à attendre patiemment devant l’appartement de M. Tsourès. Il fait également quelques sorties au restaurant et quelques visites chez les bonnes putes. De plus, il prend le temps d’écrire des lettres qu’il n’envoie pas et il se promène dans la grande ville de Paris, avec son serpent qui l’entoure chaleureusement. Il passe la majorité de son temps chez lui accompagné de ses animaux. M. Cousin ne parle presque pas de ses journées de travail, mis à part ses moments dans l’ascenseur et le café où il se rend fréquemment. Donc, nous pouvons conclure qu’il accorde peu d’importance à son milieu de travail.

#### Aspects du schéma actantiel

##### Quête du héros
La quête du héros consiste à trouver l’amour et l’affection. Il y a plusieurs personnages dans le roman qui jouent le rôle d’adjuvants ou d’opposants.

##### Adjuvants
Monsieur Tsourès (soucis en yiddish) est un personnage qui vit au-dessus de Cousin. C’est un professeur, renommé pour ses connaissances et Cousin recherche désespérément son amitié. Du point de vue de Cousin, le professeur peut lui offrir une amitié et de l’affection, il joue le rôle d’adjuvant; le professeur ne perçoit Cousin que comme un simple voisin.
Gros-Câlin est le personnage qui gravite le plus autour de Cousin. Ce python joue aussi le rôle d’adjuvant dans ce roman. Cousin lui parle et, à chaque soir, l’emmène avec lui dans son lit. Le python est le personnage immédiat à qui Cousin va offrir cet amour et de qui il va en recevoir. À plusieurs reprises, il va s’enrouler autour de lui, où ce dernier va interpréter cette action comme de l’affection.
Cousin a aussi une souris qui se nomme Blondine. Elle est le second personnage à qui Cousin va offrir de l’affection. Le héros place Blondine dans la paume de sa main lorsqu’il dort pour ressentir une chaleur. Elle joue alors le rôle d’adjuvant.
Les putes, Greta étant sa préférée, chez qui Cousin se présente souvent, sont les personnages de qui Cousin reçoit le plus d’affection et d’amour. Ces filles ont autant besoin de Cousin que Cousin a besoin d’elles. Elles jouent aussi le rôle d’adjuvants.
Mlle Dreyfus est une femme qui travaille au même bureau que Cousin. Étant une guyanaise, Cousin croit qu’elle va être une des seules femmes qui va approuver la vie avec un python. Ils se voient à tous les jours dans l’ascenseur pour quelques instants, où Cousin se prépare à lui parler de ses sentiments. Cette relation n’est réaliste que dans la tête de Cousin, car elle ne le perçoit que comme un collègue de bureau. Elle joue le rôle d’adjuvant.

##### Opposants
Le personnage qui joue le rôle d’opposant est le garçon de bureau. D’ailleurs, tous les employés qui travaillent avec Cousin le perçoivent comme une personne étrange et n’acceptent pas sa façon de penser. Ils insistent qu’il ne devrait pas vivre avec un python, car il ne va jamais trouver une femme qui voudra vivre avec cet animal.
La femme de ménage portugaise joue le rôle d’opposant. Lorsqu’elle a fait le ménage pour la première fois chez Cousin, elle a crié de peur en voyant Gros-Câlin et elle s’est présentée au poste de police. L’insultant de tous les noms, elle n’accepte pas une personne qui vit avec un python.

##### Différences entre le début et la fin
Cousin est très seul et trouve un réconfort transitoire avec son python. C’est perçu comme un réconfort transitoire car il ne restera pas toute sa vie avec lui. De plus, il est amoureux de Mlle Dreyfus, qui est d’origine guyanaise et qui est une collègue de travail. Cousin cherche à lui dire à quel point il l'aime, mais à chaque rencontre dans l'ascenseur, (lieu de travail) il n’y arrive pas. Cependant, vers la fin du roman, Mlle Dreyfus ne se présente plus au travail; Cousin, inquiet va à sa recherche et découvre son nouvel emploi : la prostitution. Elle lui explique que ce travail lui offre le sentiment d’être importante dans la vie des autres. Enfin, Cousin paye pour le travail qu’elle va lui offrir. Subséquemment, Cousin offre Gros-Câlin au «Jardin d'Acclimatation» car il n’a plus besoin de lui. Ainsi, peu de temps après, Cousin fait l'acquisition d'une montre qu'il appelle tendrement Francine. «Je désire au contraire une montre qui aurait besoin de moi et qui cesserait de battre si je l'oubliais» (p. 210). Cousin est un garçon troublé du début à la fin du roman. Peu importe comment il essaie de trouver de l'affection humaine ou animale, cela ne lui suffit pas, il se cherche constamment.

### Analyse du héros

#### Aspects psychologiques: de la dépendance à la schizophrénie
Monsieur Cousin est un homme qui éprouve, selon lui, un trop plein d’amour à partager, ce qu’on peut constater à la lecture de l’extrait suivant : « Je souffre de surplus américain. Je suis atteint d’excédent. » (page 80). Il souffre vraisemblablement de dépendance affective. Il s’attache très rapidement à autrui. Par exemple, il achète une souris pour nourrir son serpent, mais il décide d’en faire sa compagne de vie. Il est donc très malheureux d’avoir autant d’amour à partager car il n’a ni conjointe, ni enfants, ni famille. Ajoutons à cela qu’il garde des séquelles de son enfance, où il a souffert de solitude : « Mes parents m’ont quitté pour mourir dans un accident de circulation et on m’a placé d’abord dans une famille, puis une autre, et une autre et j’ai commencé à m’intéresser aux nombres, pour me sentir moins seul » (page 57). Son rêve est de rencontrer l’amour. On l’entend même fantasmer d’épouser sa collègue de bureau et d’avoir des enfants métissés avec elle, bien qu’il n’entretient que de brèves conversations avec elle lorsqu’il se rend au bureau. Il est très émotif, il se sent souvent touché ou ému par de petits gestes posés par ses animaux ou par des gens de son entourage.
Toutefois, il est timide et angoissé par les rapports avec autrui. Monsieur Cousin est très tourmenté. Il a peur de beaucoup de situations : « J’étais complètement épouvanté par mon for intérieur » et « Je me suis fait tellement peur que je m’étais évanoui » (page 75). Par ailleurs, il éprouve plusieurs symptômes d’une personne souffrant de crise d’angoisse ou de panique :
- Il est pris de peurs injustifiées et irrationnelles ;
- Il sue lorsqu’il se met à paniquer : « J’étais couvert de sueur froide, mais c’était plus fort que moi » (page 75) ;
- Il semble étouffer parfois lorsqu’il est angoissé : « Le tout est de continuer à respirer. J’avalais l’air ». (page 167) ;
- Son sommeil est souvent perturbé par des cauchemars et même qu’il fait souvent de l’insomnie la nuit : « Heureusement, lorsque je me suis réveillé, Gros-Câlin et Blondine dormaient paisiblement à leurs places respectives, rien n’était arrivé, c’était seulement moi. » (page 136) ;
- Il montre aussi certains troubles obsessionnels, par exemple : il se lave toujours le rectum.

Monsieur Cousin présente aussi un trouble d’identité. Il se confond avec son serpent. À titre d’exemple, lorsqu’il cherchait son python et se demandait où il se trouvait, on peut lire : « La seule explication possible, c’était qu’il avait dû faire des heures supplémentaires au bureau. Il était peu probable qu’il était allé chez les bonnes putes, car il y va en général qu’entre midi et deux heures, ce sont des heures creuses et il s’imagine qu’il y a moins d’hommes à l’intérieur. » (page 152). Il énumère donc des activités quotidiennes se rapportant à lui-même en tant qu’humain et non à un serpent.
En outre, il est à considérer la possibilité de schizophrénie chez notre protagoniste. En effet, il se confond tellement avec son python, qu’il va même se nourrir de souris vivantes à la fin du récit : « Il y avait là six souris et j’en ai tout de suite avalé une pour l’acceptation et ce comme il faut, pour rassurer la brave personne sur mon caractère humain. » (page 212). Y a-t-il un homme, sain d’esprit, qui engloutit des souris vivantes ?
Somme toute, il présente plusieurs déséquilibres psychologiques et peut-être même quelques malaises psychiatriques.

#### Aspects sociaux
Afin d’étudier les aspects sociaux, trois composantes de la dimension sociale ressortent : le travail, l’engagement politique et social ainsi que le rapport à l’autorité. Tout d’abord, nous allons aborder la question du statut social. Cousin travaille, il est statisticien. Cette profession nous porte à croire qu’il a accompli des études supérieures. Également, le récit est ponctué de références diverses démontrant une culture vaste et variée : « …j’ajoute que les chutes de Victoria Nyanza se trouvent aujourd’hui en Tanzanie. » (page 28). Cousin est un citoyen français vivant à Paris. Il est orphelin depuis l’enfance. Toute sa vie, il a vécu seul, il est célibataire.
Carrière
Cousin occupe un poste de statisticien dans une grosse boîte genre IBM. En raison de l’aspect impersonnel de son travail, Cousin ne manifeste aucune forme d’intérêt ou d’ambition vis-à-vis celui-ci. Durant les journées de travail, Cousin nous renseigne très peu sur la nature de sa fonction. La citation suivante nous révèle toutefois la perception de celui-ci face à son travail : « Je passe mes journées à compter par milliards […] et lorsque j’ai fini ma journée, je me sens naturellement très diminué.» (p. 20). Il ajoute plus tard : « Le nombre 1 devient pathétique, absolument paumé et angoissé, comme le comique bien triste Charlie Chaplin.» (p. 56) . Cousin se sent dévalorisé par un travail qui lui rappelle constamment le caractère insignifiant de l’individu par rapport à la masse. Dans ce sens, on peut dire que son travail comporte un aspect impersonnel qui est contraire à ses aspirations. De plus, on ne peut considérer que Cousin se sent à l’aise dans son milieu de travail comme le suggère la citation suivante : « Il paraît qu’ils vont faire passer régulièrement des tests psychologiques aux employés, pour voir s’ils se détériorent, se modifient. C’est pour préserver l’environnement. […] J’en ai eu des sueurs froides.» (p. 14). Les employés sont ici réduits à l’état d’objet, de machine sur lequel on peut intervenir pour améliorer la performance. Ceci vient encore souligner le caractère impersonnel et même déshumanisant de son environnement de travail. En excluant Irénée Dreyfus, Cousin ne s’intéresse pas aux autres employés de son bureau. En outre, ces collègues semblent s’être forgé une mauvaise opinion de lui et trouvent sa condition de célibataire vivant seul avec un python assez risible. Le conformisme exprimé au travers de cette opinion vient d’ailleurs s’ajouter aux éléments impersonnels du milieu où Cousin travaille. On n’est pas surpris alors qu’il préfère garder ses distances en raison du fait qu’il valorise la marge.
Engagement social
Pour ce qui est de l’engagement politique et social, Cousin ne s’implique à aucun niveau hors de son individualité. Il ne participe à aucune manifestation politique, groupe ou action communautaire. En fait, il fuit comme la peste tout ce qui se rapporte de près ou de loin à la politique. Un collègue de bureau tentera à plusieurs reprises de le politiser, via manifestations ou pamphlets. Rien n’y fait, Cousin n’y voit aucun intérêt : «…mais il n’y avait là rien qui me concernait, c’était de la politique.» (p. 79). Aussi dira-t-il plus tard : « …demandai-je prudemment, car c’était peut-être encore quelque chose de politique. » (p. 127). Cousin relate sa réaction aux évènements de mai 68 : « …mais en mai 68 j’ai eu tellement peur que je ne suis même pas sorti de chez moi pour aller au bureau, j’avais peur d’être sectionné, coupé en deux ou trois ou quatre…»(p. 32). En somme, Cousin est un être tout à fait individualiste qui, à l’invitation à se joindre à une manifestation de deux kilomètres, préfère prendre soin de son serpent de deux mètres vingt ce qui est amplement suffisant et satisfaisant pour lui : « …alors que moi, je m’occupe de deux mètres vingt. » (p. 41).
Rapport à l'autorité
En terminant, nous traiterons brièvement du rapport que Cousin a envers l’autorité. On remarque que Cousin développe d’étranges relations avec les figures d’autorité avec qui il s’entretient. Étrangement, on peut constater aussi que ces rapports sont parmi ceux où Cousin est le plus loquace. Notamment, dans les conversations qu’il a avec le Commissaire et le Directeur de son bureau, on note une certaine familiarité entre les participants : l’autorité tente de se mettre au même niveau que Cousin. On peut voir une certaine contradiction dans le rôle traditionnel de l’autorité puisqu’un rapport autoritaire normal fait de formalités n’allouerait pas de place à de telles familiarités. Ici, on extrait une caractéristique de l’esthétique postmoderne qui a tendance à rendre les rôles sociaux flous.
Les citations sont tirées du livre :
Gary, Romain (Ajar, Émile), Gros-Câlin, Paris, Folio, 1974, 137 pages.

#### Réseau relationnel
Dans le roman Gros-Câlin, le personnage principal, Cousin, a un réseau relationnel pauvre. Dans sa quête constante d’amitié, il tente de créer des liens avec les gens qu’il rencontre, mais ses relations ne seront jamais plus que des simples connaissances. Il a une relation intime avec les animaux. Gros câlin, le python qu’il a rapporté d’Afrique, est probablement son seul et véritable ami suivi de Blondine, la souris, dont il a changé le destin par compassion. Ces animaux lui apportent le réconfort et comblent les moments où il a besoin de tendresse. Tout au long du roman, Cousin côtoie différents personnages rencontrés par hasard. Il semble attiré par les gens qui ont une caractéristique particulière, dont il peut tirer avantage et qui font d’eux des minorités dans la société. Il est amoureux d’une femme noire originaire de Guyane, il veut se lier d’amitié avec son voisin qui a de grandes connaissances générales sur le monde avec les putes qui font un travail peu commun, etc. Monsieur Cousin a lui-même vécu une enfance difficile sur le plan social. Ayant perdu ses parents à un jeune âge, il a dû passer de famille en famille. De plus, il semble avoir un trouble de personnalité non spécifié qui ajoute à sa difficulté de conserver ses relations.

### Principales thématiques

#### Travail et communication
Travail
A Priori, dans Gros-Câlin, l’univers professionnel de M. Cousin occupe peu de place puisqu’il est rarement décrit. Cependant, à travers les passages qui évoquent son travail, nous pouvons constater que M. Cousin accorde deux fonctions à son emploi. L’une sert de lieu de rencontre pour fraterniser avec Mlle Dreyfus afin d’améliorer sa prétendue histoire d’amour qu’il entretient, à sens unique, avec elle. Et l’autre est de s’assoir, tout simplement, devant son IBM pour compter à coup de millions, car il est statisticien de métier. De plus, il n’envisage point de développer de nouvelles relations interpersonnelles bien que ses collègues, eux, aimeraient bien. Il est aveugle face aux situations externes et il accorde à ses camarades, en échange, peu d’attention : « Enfin, ils n’étaient pas tous garçons de bureau, mais c’est la même chose » ( page 76 ). Pour M. Cousin, aller au bureau semble être une obligation et il s’en passerait volontiers s’il n’était pas question de Mlle Dreyfus. Alors, pour se faciliter la tâche, il trouve plus passionnant de se réfugier dans ses rêves qu’il conçoit minutieusement. À ce propos, nous pouvons sous-entendre qu’il occupe sa journée à réfléchir, des heures et des heures, comme si le reste n’avait plus d’importance : « Je passai une journée sinistre, au cours de laquelle je remis tout en cause » ( page 77 ). Dans le même ordre d’idées, nous avons l’impression que la « STAT » est un lieu de travail impersonnel, car tout le monde s’occupe de ses propres affaires et ne démontre aucun intérêt envers autrui. Également, les employés semblent tous se ressembler jusqu’à un tel point que personne ne remarque la présence ou l’absence de l’autre : « Le lendemain […] j’allai à la STAT et je suis resté à mon IBM sans que personne s’aperçoive de mon absence » ( page 212 ). Cette citation montre que, bien que physiquement présent, il est mentalement absent, ce qui passe inaperçu. D’ailleurs, nous observons que l’ambiance professionnelle de M. Cousin s’avère ennuyeuse, répétitive, peu valorisante et parfois même épuisante. Pour exprimer ce point de vue, Mlle Dreyfus fait part à M. Cousin de qu’elle pense à propos de son emploi : « Le bureau, j’en avais ralbol, c’est trop ingrat comme travail. Je venais ici le soir claquée, excédée. Ça me gâchait mes soirées. C’est pas humain, le bureau, les machines, toujours le même bouton qu’on appuie » ( page 201 ). Cette réplique souligne la lenteur que doit prendre une journée à passer. Sans compter que M. Cousin exerce son métier depuis plusieurs années, alors il lui est facile de travailler et de penser en même temps. Réfléchir à quoi ? À Mlle Dreyfus ! Il peut ainsi extrapoler et inventer, à sa guise, le déroulement de sa relation avec elle. Au début du roman, il l’appréciait bien, par la suite, il voyait en elle une bonne candidate au mariage et vers la fin, il était devenu son amoureux par le biais de son imagination. Voilà donc ce à quoi M. Cousin travaille. Quoi qu’il en soit, le travail est un effort individuel ou collectif, physique ou intellectuel, conscient, délibéré et créatif, dont le but tend à la concrétisation d’un projet ou d’une idée. Tout bien considéré, nous pouvons attribuer à M. Cousin le titre de travailleur puisqu’il vaque à donner une certaine forme à la réalité dont il en fait, lui-même, les transformations. De plus, il occupe son temps à imaginer des situations dans lesquelles il est l’acteur principal sans se soucier de son entourage. Cependant, est-ce que tous ces efforts déployés, qui consistent à être un travail selon lui, tendent à la concrétisation ?
Communication
Tout au long de la lecture du roman Gros-Câlin nous pouvons constater que la communication est un thème très présent, cependant, aux yeux de M. Cousin, la communication semble avoir une signification tout à fait hors du commun. Premièrement, dans la plupart des dialogues que M. Cousin entretient avec d’autres personnages, Il y a un incroyable manque de cohérence et de logique. La discussion entre M. Cousin et le commissaire (p.42) démontre très bien ce manque de cohérence face à des questions des plus banales : « - Il s’appelle comment, ce garçon de bureau? .. – Il m’a dit que mon python, c’était les consolations de l’église et que je devais ramper hors de mon trou et de me dérouler librement au soleil sur toute ma longueur ». Cette absence de logique que l’on retrouve régulièrement dans les dialogues de M. Cousin démontre qu’il interprète de façon totalement erronée l’objet des discussions auxquelles il prend part, mais surtout, lorsqu’il a une tout autre idée en tête. Nous en venons donc à un deuxième problème qui vient faire interférence dans les tentatives de communication de M. Cousin; son imagination. Par suite du manque de relations interpersonnelles de notre héros, celui-ci en vient à inventer dans sa tête divers scénarios et discussions avec des gens qui ne sont que des connaissances plus ou moins éloignées. Le réel problème dans cette situation est que ces divers scénarios et discussions qui se déroulent continuellement dans la tête de M. Cousin lui semblent si réels qu’il se met à les prendre pour des réalités. C’est ainsi que certains personnages de ce récit comme le professeur Tsourés qui n’est en fait qu’une simple connaissance, un voisin, devient pour M. Cousin un véritable ami. L’un des passages du roman (p.116) démontre très bien cette relation imaginaire entre le professeur Tsourés et notre héros : « Il ne m’adressait toujours pas la parole mais c’était un peu parce qu’on se connaissait depuis si longtemps qu’on n’avait plus rien à se dire ». À la suite de la création de cette amitié imaginaire, M. Cousin devient incapable d’initier une discussion avec son voisin car, d’une part, il a l’impression de lui avoir déjà tout dit et d’autre part, le vrai professeur Tsourés ne correspond plus du tout avec celui de son imaginaire. Enfin, ces différents obstacles à la communication rendront donc la quête d’amitié de notre héros des plus ardue.

### Rapport au sens et à l'identité
M. Cousin souffre bel et bien d’un trouble ou d’un désordre de la personnalité. Cette identité qui est recherchée et qui s’exprime à travers son python, lui vaut quelques difficultés à s’intégrer dans la grande ville de Paris, c’est-à-dire le monde d’aujourd’hui. Son angoisse ainsi que sa perception personnelle du réel nous poussent à en savoir plus sur ce magnifique et intrigant personnage, en ce qui concerne son rapport au sens et à l’identité.

#### Rapport à l’identité
Tout comme son python, M. Cousin est un homme seul dans le grand Paris : il est incompris, ignoré, mystérieux pour certains et incohérent pour d’autres. Seul et contre tous, il se réfugie avec Gros-Câlin, un python qui comme lui, cherche juste à se faire aimer et à se faire comprendre. Le soir, dans son lit, qui est M. Cousin ? Mis à part un python qui s’entrelace et s’entremêle d’amour avec un autre python. Comme Gros-Câlin, il devient calme, tendre, inoffensif dans une cage meublée qui est son appartement. Cette identité de python qu’il arbore dans ses moments intimes, se reflète aussi dans sa vie quotidienne.
Exemple :
Dans l’ascenseur quand il veut rapprocher ses relations personnelles avec Mlle Dreyfus, M. Cousin veut se faire apprivoiser par elle comme il a apprivoisé son python : « …procéder lentement…me voir tel que je suis…ma nature…mon mode de vie…à qui elle avait à faire. » (p21-22)
Son angoisse, son problème de personnalité et son désir de changer et d’être quelqu'un d’autre lui attirent un sentiment de paranoïa. À vrai dire, son comportement n’est jamais le même, car il s’identifie, inconsciemment ou non, à plusieurs identités suivant la situation.
Exemple :
Lorsqu’un de ses collègues de travail lui montre un article concernant une tache mystérieuse qui serait apparue au Texas, M. Cousin pris d’angoisse, s’identifie à cette tache et se sent visé par son camarade de travail. «…mystérieuse, spongieuse, poreuse, résistante à tout…»(p. 25-26)
Dans son livre, Romain Gary nous donne aussi plusieurs indices quant au rapport à l’identité du personnage principal. L’auteur nous fait facilement comprendre que Cousin souffre de graves lacunes sur ce point. En effet, Cousin semble parfois avoir besoin de gens autour de lui pour pouvoir se créer une identité propre à lui.
Exemple :
Quand il tente de s’imaginer le raisonnement de Mlle Dreyfus, Cousin pense : « Elle croirait[…] que je me permets de lui proposer un bout de chemin parce qu’elle est une Noire et que donc, on peut y aller, on est entre égaux, et que j’exploite ainsi notre infériorité et nos origines communes. »(p. 32)
Cousin n’est pas noir, pas plus qu’il ne partage aucune origine avec cette Mlle Dreyfus. Il s’identifie simplement à elle, de plus qu’il partage sa vie avec un animal de compagnie tout ce qu’il y a de plus africain, le python. Un autre passage prouve les multiples facettes de son identité, alors qu’il prend l’ascenseur avec Mlle Dreyfus.
Exemple :
« L’autre jour, j’ai même essayé de faire un peu d’humour, c’est mon côté anglais. » (p. 46)
Plus tard, dans le roman, en écoutant la discussion entre Cousin et le commissaire, notre personnage principal mélange le mode de vie du python et l’idée qu’il se fait de l’idéal humain.
Exemple :
« Les pythons sont à titre définitif. Ils muent, mais ils recommencent toujours.
Ils ont été programmés comme ça. Ils font peau neuve, mais ils reviennent au
même, un peu plus frais, c’est tout. Il faudrait les perforer autrement les programmer    
sans aucun rapport, mais le mieux, c’est que ce soit quelqu’un d’autre qui programme 
quelqu’un d’autre, avec effet de surprise, pour que ça réussisse. »(p. 41)
Finalement, Cousin nous indique, à travers les deux derniers paragraphes du livre, qu’il sait enfin pratiquer l’art que lui ont enseigné ses observations du python.
Exemple :
« Je rampe, je me noue, je me tords et me plie dans tous les sens sur la moquette, pour les besoins éventuels de la cause. Il y a des moments de telle exaction que l’on a vraiment l’impression d’exister. […] Et puis, il y a les petits riens. Une lampe qui se dévisse peu à peu sous l’effet de la circulation extérieure et qui se met à clignoter. Quelqu’un qui se trompe d’étage et vient frapper à ma porte. Un glou-glou amical et bienveillant dans le radiateur. Le téléphone qui sonne et une voix de femme, très douce, très gaie, qui me dit : “Jeannot ? C’est toi, chéri ?” et je reste un long moment à sourire, sans répondre, le temps d’être Jeannot et chéri… Dans une grande ville comme Paris, on ne risque pas de manquer ».
En conclusion, M. Cousin n’a pas d’identité propre à lui. Confronté à la vie sociale de tous les jours, il doit constamment combattre son angoisse en se prêtant à des identités multiples. Tout comme le python à Paris et la tache au Texas, M. Cousin n'aura jamais sa place en étant lui-même.

#### Rapport au sens
À mesure que l’on progresse dans le roman, on remarque que les mots et les discussions empruntent un sens abstrait. En effet, Cousin a du mal à communiquer avec le monde qui l’entoure puisque, dans bien des cas, il ne semble pas parler le même langage.
Le non-sens des mots, ou leurs utilisations parfois loufoques, nous permettent de mieux comprendre le manque de sens évident chez la personne de Cousin.
Comme lorsque Cousin a une discussion des plus absurdes avec le commissaire. On comprend assez rapidement que Cousin est alors la seule personne non sensée des deux interlocuteurs, les deux hommes ne se suivant tout simplement pas. D’ailleurs, pour Cousin, cette discussion avec un autre humain, comme tous ses autres rapports qu’il entretient, est tout à fait normale.
Exemple :
« Le commissaire paraissait perdre pied.
- Vous avez une façon de circuler très curieuse, dit-il. Pardon, une façon de penser circulaire, je veux dire. […]Le commissaire n’y était pas du tout, par habitude.
- Vous êtes sûr que vous ne vous emmêlez pas ? demanda-t-il.
- […] Il s’appelle comment, votre garçon de bureau ?
- Je ne sais. On s’est pas assez familiarisé. Remarquez, trois kilomètres ou deux mètre vingt, ce n’est pas important, ce n’est pas une question de dimension dans le malheur. » (pages 39-40)
En conclusion, la réalité n’est pas du tout perçue par Cousin comme celle des autres. L’incohérence de son dialogue ainsi que son comportement irrégulier donnent le sens de ses conversations ou de ses actions totalement différent pour une seule et même situation.

## Traduction
Gros-Câlin n'a pas été traduit dans de nombreuses langues étrangères. Une des rares traductions a été faite en 2017 par Dorit Shiloh, qui l'avait traduit en hébreu (Editions Am Oved), devenue en Israël un succès de librairie.

## Adaptation
Le roman a donné lieu à un film homonyme en 1979, sous la direction de Jean-Pierre Rawson.